# Aspidosiphon muelleri
Aspidosiphon muelleri är en stjärnmaskart som beskrevs av Diesing 1851. Aspidosiphon muelleri ingår i släktet Aspidosiphon och familjen Aspidosiphonidae. Arten är reproducerande i Sverige. Inga underarter finns listade i Catalogue of Life.